# 梁天琦
梁天琦（英語：Edward Leung Tin-kei，1991年6月2日—）是香港本土派政治人物、社會運動者、本土民主前線前發言人。他曾主張推動香港獨立運動，並提出「光復香港，時代革命」等口號。
2016年1月，梁天琦代表本土民主前線，參加香港立法會新界東地方選區補選。同年2月，他因參與旺角騷亂遭到逮捕，但也提升個人聲望。最後在該次補選中，他以66,524張選票落選，支持度15.3%。這次選舉鼓舞本土派參選同年9月的香港立法會選舉，但導致香港政府要求參選者簽署確認書。對此，梁天琦簽署確認書，表示放棄香港獨立運動的政治立場。然而選舉主任認定其並未放棄原先的主張，最終取消參選資格。
2017年12月，梁天琦辭任本土民主前線的黨籍與發言人職務。同年，以其為主題的紀錄片《地厚天高》完成。2018年6月，於亞皆老街的襲警罪與參與暴動罪成立，被香港特別行政區高等法院判處6年有期徒刑。2019年3月，陪審團裁定其在砵蘭街的參與暴動罪不成立。2019年10月，梁就刑期上诉。2020年4月，上诉被驳回。
2019年11月，梁天琦入選美國時代雜誌「100 NEXT」「下世代百大代表人物」，全球改變未來之100位新星之一。

## 家世

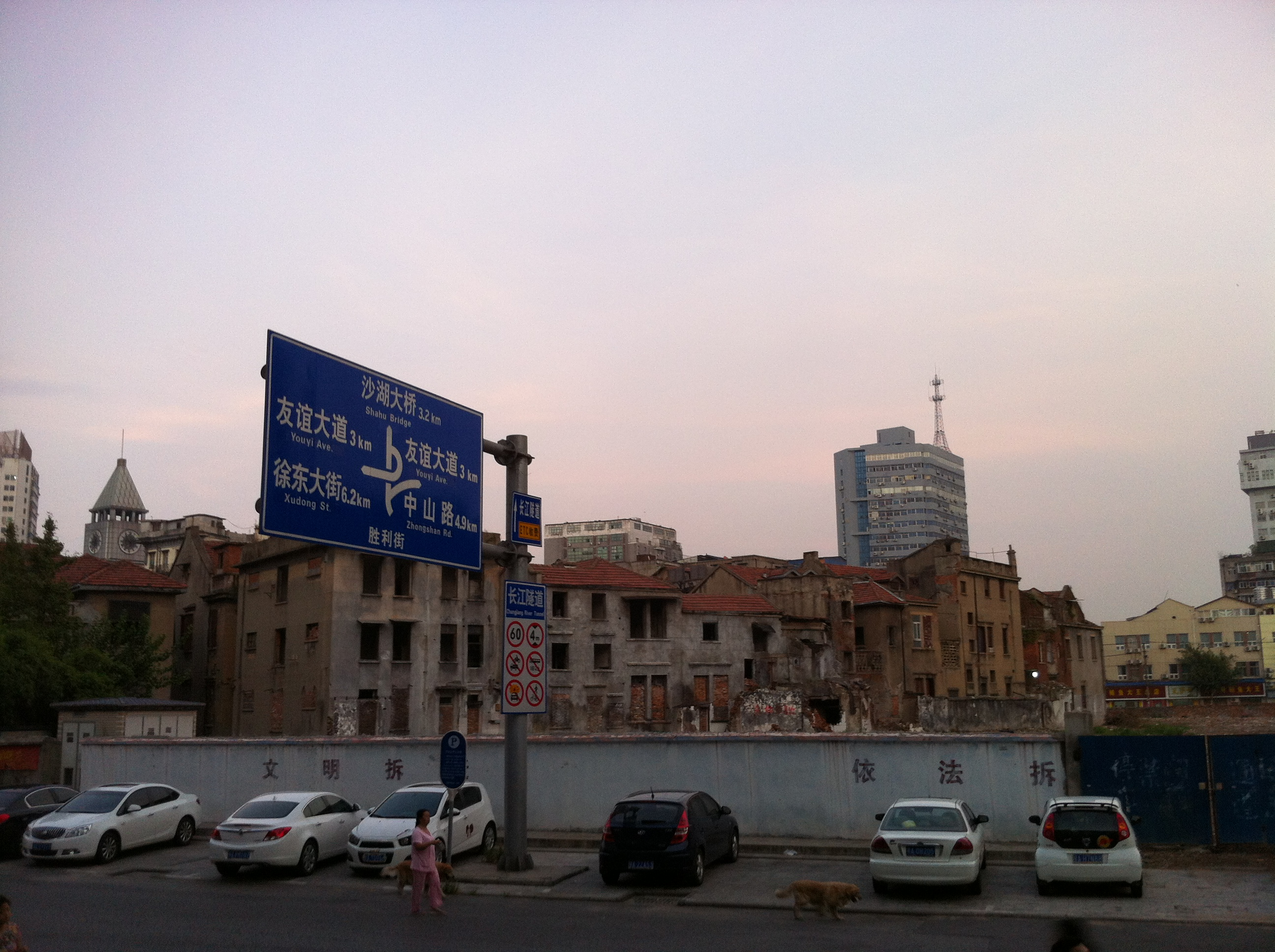
武漢咸安坊，梁天琦母系家族祖屋，亦為梁之出生地。

梁天琦在於中國大陸湖北省武漢市江岸區咸安坊出生，其母為當地人、父則為港人
。其母為漢口英租界棉麻巨賈黃少山孫女，家族民國年間在當地經營棉麻生意，家境富裕。由於黃少山為中國國民黨黨員，中共1949年建政後旋即殺害多名黃氏族人並充公咸安坊15號的黃家祖屋。他的外祖父曾南下英屬香港讀書，後來前往上海財經學院（現上海財經大學）修讀經濟管理學科。1953年，外祖父大學畢業後由國家分配到新疆省金屬公司下屬礦務局工作7年，後來定居珠海市。
1979年，政府於「文化大革命」後落實「撥亂反正」政策，將咸安坊黃家祖屋歸還梁天琦外祖父，其外祖父最終於2004年（其時梁11歲）出售祖屋套現，獲人民幣100萬元。1990年夏天，梁父往武漢市考察時認識妻子，兩人在武漢市民政局註冊結婚，其母在婚後不久辭職。1991年6月2日，梁天琦於咸安坊祖屋出生，隔年底其母即經申請攜子至香港定居。其父母2000年時曾於武漢市江岸區經營及投資餐館，但最終因為遇上SARS事件及禽流感等疫情而投資失利。
梁父為中學教師，教授中國歷史、漢語及佛學，尤好研究晚清、中華民國大陸時期、國民革命軍北伐、中國抗日戰爭、國共內戰等中國近代史。母親在移居香港後從事家庭主婦，後來擔任補習教師。父親經常和梁天琦講述香港歷史和世界歷史，母親則教導他讀書識字。梁天琦曾表示父親反對中國共產黨，母親則對中國共產黨有所恐懼。其父親曾向《大公報》提到，自己對於中國大陸的制度並不滿意，但沒有不喜歡中國。

## 政治活動

### 参与社會運動

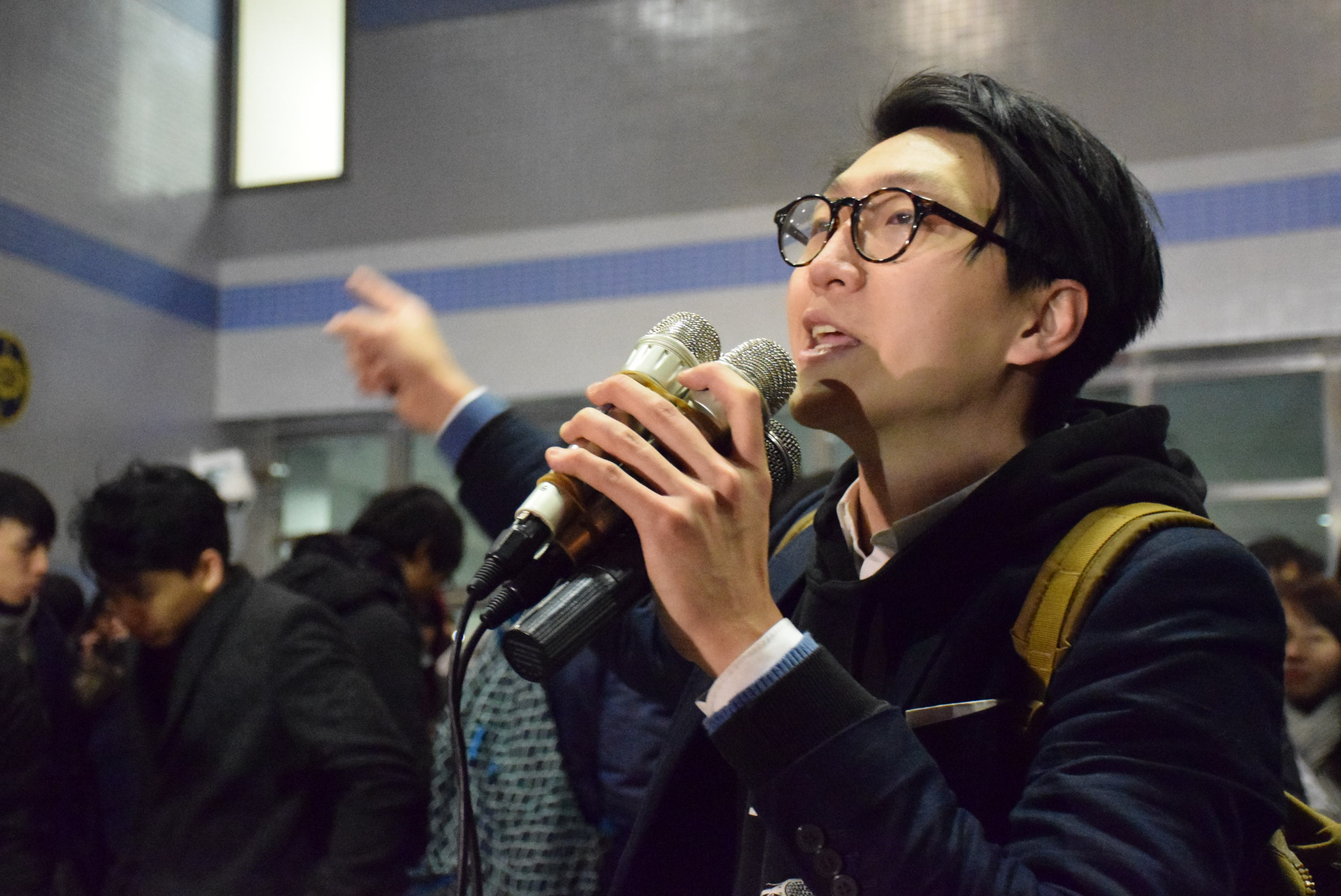
2016年1月，梁天琦參加香港大學罷課委員會，並衝擊校務委員會會議。

1997年，隨著香港主權移交中華人民共和國，梁天琦表示自己曾模糊地想過原因為何。2003年，當時準備升讀中學一年級的他，在電視新聞中見到七一遊行的畫面，但未能了解裡面的脈絡。其父母親則對於七一遊行相當雀躍，向其解釋遊行對於香港人的意義。中學時期，他考入元朗區的天主教崇德英文書院（中一至中五）及元朗公立中學校友會鄧兆棠中學（中六至中七）。2008年，在完成香港中學會考後，他首次參與六四事件紀念活動和七一遊行示威，理解到香港人為何每年都發起示威，對於後者追求民主和保存歷史真相的熱忱相當感動。
同年，他對於社會民主連線進入香港立法會印象深刻，也開始參與不同的社會運動。透過參與社會運動，他對於自己成為推動社會進步的力量感到榮幸。他還考上香港大學文學院哲學系，主修哲學，副修政治及公共行政。由於希望能理解更多政府聽取人民訴求、和下放權力的理論基礎，他決定在大學修讀政治。對於香港特別行政區政府強行通過高鐵撥款和拖延雙普選落實，他認為政府無視民意，並因議案通過感到失望。在大學時期，他長期居住在利瑪竇宿舍，參加田徑隊、足球隊、袋棍球隊。
大學三年級，梁天琦當選利瑪竇宿舍會主席，帶領舍堂贏得香港大學體育冠軍獎盃─馬來人盃。2014年夏天，中華人民共和國政府通過「831決定」與白皮書，讓他相信政府已經不打算遵守契約中的承諾。同年9月，雨傘革命爆發，除了在畫廊兼職賺取生活費與上課外，梁剩餘的時間都到金鐘和旺角街頭參與佔領行動。11月30日，他和一群示威者響應香港專上學生聯會和學民思潮的呼籲，在金鐘佔領現場包圍香港特別行政區政府總部。在遭遇警方「特別戰術小隊」清場時，他曾拿着盾牌抵禦，之後認為佔領運動未能帶來改變。他在香港大學延期畢業，直到2016年取得文學士學位。

### 投入補選

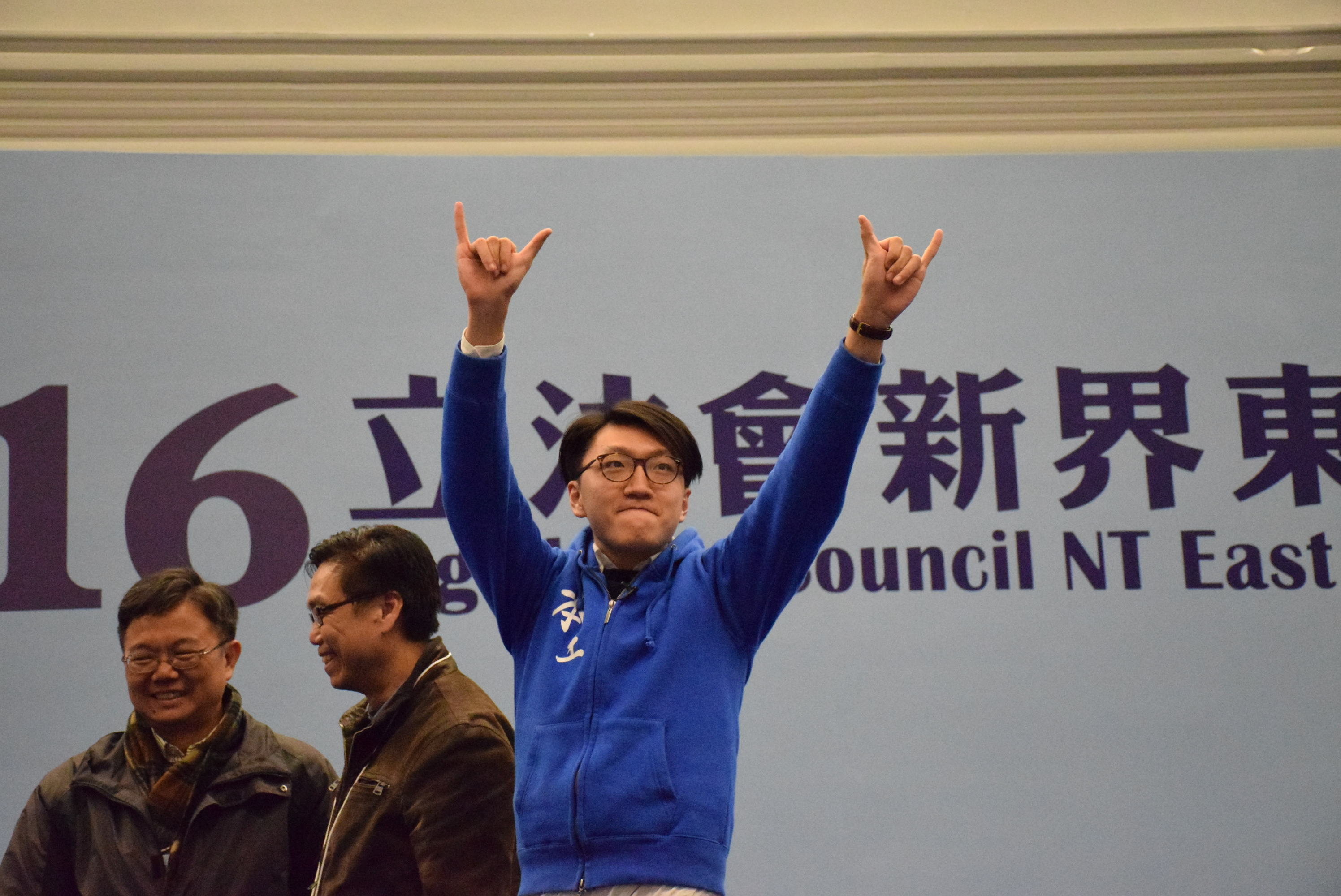
2016年2月，梁天琦在新界東地方選區補選獲得66,000多張選票後，在臺上雙手高舉「6」手勢。

2015年，本土派團體「本土民主前線」在雨傘革命後成立，在深水埗與旺角一帶支援小販。同年3月，在中學同學李東昇介紹下，梁天琦認識黃台仰，但未加入本土民主前線。7月1日，本土民主前線的黃台仰及李東昇邀請他共同參與七一遊行的隊伍。由於認同本土民主前線的理念，他應邀正式加入本土民主前線，成為該團體的發言人。同年10月，梁天琦和黃台仰創辦「Channel i」，擔任股東與董事。
2015年12月，梁天琦決定參加香港立法會新界東地方選區補選，希望藉由該次補選推廣本土運動的理念、及測試支持度，並且鼓勵年輕人參政。隔年1月15日，本土民主前線提名梁天琦代表該黨參選新界東選區補選，但當時被認為可能無法取回選舉按金。對此，黃台仰邀請香港區議會議員助理何蔓兒擔任選舉代理人，認為後者在2015年香港區議會選舉的助選經驗能夠幫助梁天琦。在參選後，梁天琦在上水舉辦10人至20人的選舉遊行，向市民講解境內水貨客為社區帶來的問題，警方並未阻撓選舉遊行的進行。
2016年農曆年尾，「腸粉大王」與一名社會運動人士在街頭擺販賣熟食被捕。到了2月8日晚上8時，由於食物環境衞生署試圖驅離旺角的街頭小販，本土民主前線協助小販轉往砵蘭街擺賣，並宣布候選人梁天琦將前往旺角街道，在社群網路上號召數百名支持網友保護小販，聲援活動在深夜升級成抗議者與警方之間的大規模衝突。為了在現場保護市民，梁天琦在騷亂期間宣布進行競選遊行，拒絕離開。大批市民聚集在旺角街頭，並在彌敦道縱火，與鎮暴警察對峙。
梁天琦後來在旺角亞皆老街和上海街交界遭到警方拘捕。另外還有約20名本土民主前線的成員與義工同樣被警方拘捕。不過梁天琦獲得青年新政、熱血公民、香港立法會議員黃毓民、陳云根等人表態支持，並為其開設街站助選。相對地，選舉事務處指稱「自治」、「自決前途」等字眼違反《中華人民共和國香港特別行政區基本法》，拒絕投寄其選舉郵件。到了2月28日，他在香港立法會新界東地方選區補選中，以獲得66,524張選票（支持度15.3%）高票落選，落後楊岳橋（160,880票）和周浩鼎（150,329票）。

### 無法參選

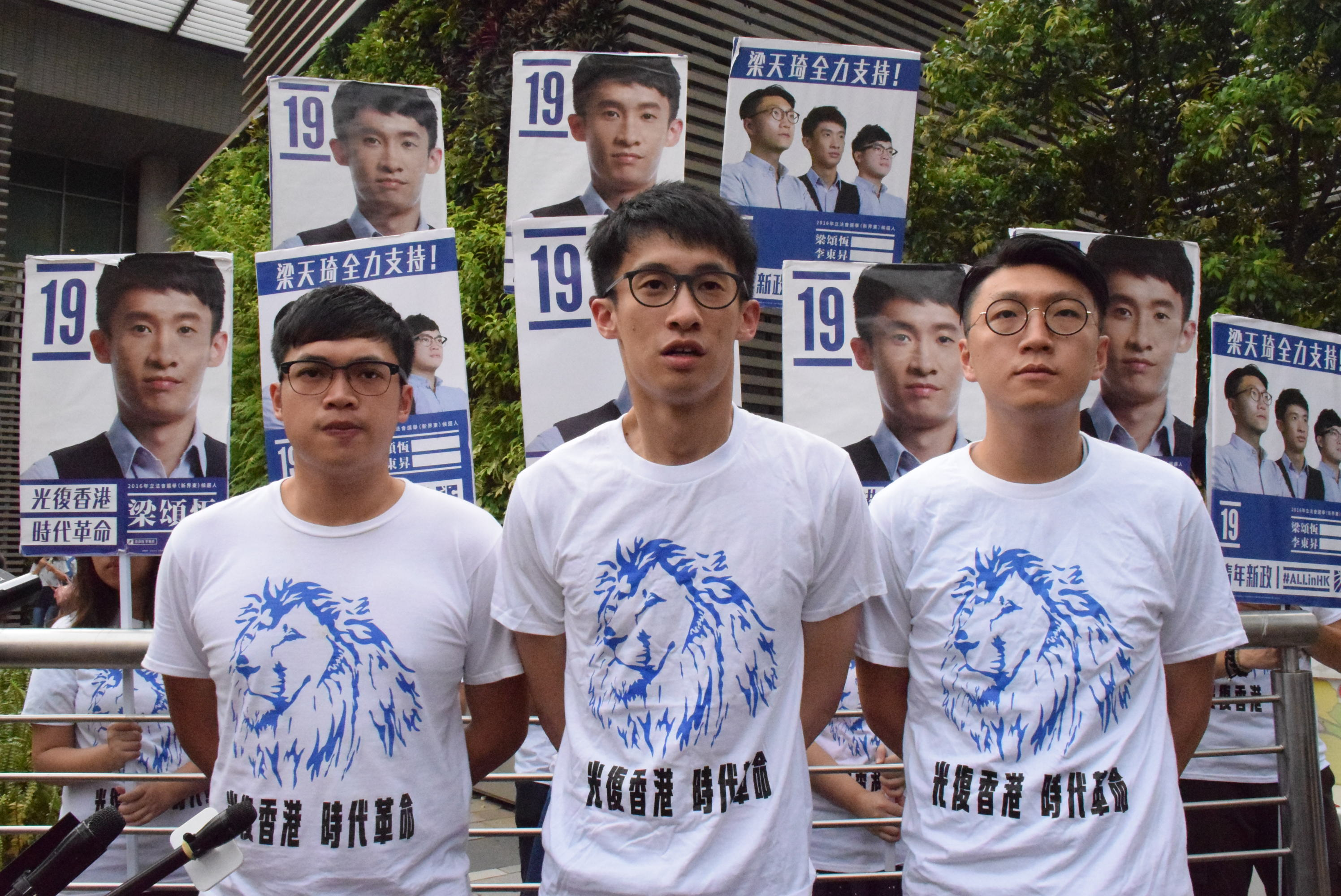
2016年9月，梁天琦、梁頌恆（中）在香港立法會選舉後謝票及會見媒體。

在補選結束之後，梁天琦考慮在2016年香港立法會選舉中，再度競選新界東選區，青年新政亦表示不會在該區提名競選。之後他和黃台仰受邀前往印度達蘭薩拉，參加第十四世達賴喇嘛舉辦的「第11屆族群青年領袖研習營」活動。由於黃台仰未能成功申請到印度簽證，改由梁天琦到場演講。梁天琦與第十四世達賴喇嘛在大昭寺會面2個小時，後者還為香港祈福，並希望香港人不要放棄。
同年7月，選舉管理委員會針對倡導香港獨立運動的候選人提出新選舉措施，要求所有候選人在提名表格上簽署額外的確認書，確認其擁護《中華人民共和國香港特別行政區基本法》，理解香港是中華人民共和國不可分割的一部分。梁天琦報名參選新界東選區，最初表示不會簽署該表格，並尋求司法覆核。7月22日，尚未簽署確認書的他收到選舉管理委員會的電子郵件，詢問在提交有擁護《中華人民共和國香港特別行政區基本法》的報名表格後，是否繼續主張和推動香港獨立運動的政治立場。
為此，梁天琦、吳文遠、陳德章向香港特別行政區高等法院提出司法覆核，認為選舉管理委員會逾越權限，指責香港特別行政區政府進行政治審查。不過法官區慶祥認為在提名結束前並無急迫性，拒絕立即批准緊急司法覆核。由於法庭拒絕批准司法覆核，被迫澄清個人立場的梁天琦認為當選目標比手段更為重要，決定簽署聲明表格，回覆自己是真誠地擁護《中華人民共和國香港特別行政區基本法》及效忠香港特別行政區，不會繼續推動香港獨立運動。同時，他決定在無法參加選舉時，由青年新政召集人梁頌恆成為候補候選人。
最終，本土民主前線發言人梁天琦、香港民族黨召集人陳浩天等6位倡導香港獨立運動人士，都被選舉管理委員會取消選舉資格。其中，選舉主任何麗嫦向梁天琦寄信，表示依照Facebook貼文、個人評論、媒體報導等，不相信梁天琦會真正改變先前的香港獨立運動主張，決定以不能信納是真心擁護《中華人民共和國香港特別行政區基本法》為由，取消參選的資格。8月5日，梁天琦與其他香港獨立運動支持者舉行集會，大約有2,500人參與，這也號稱是香港首個支持獨立運動的集會。

### 後續活動

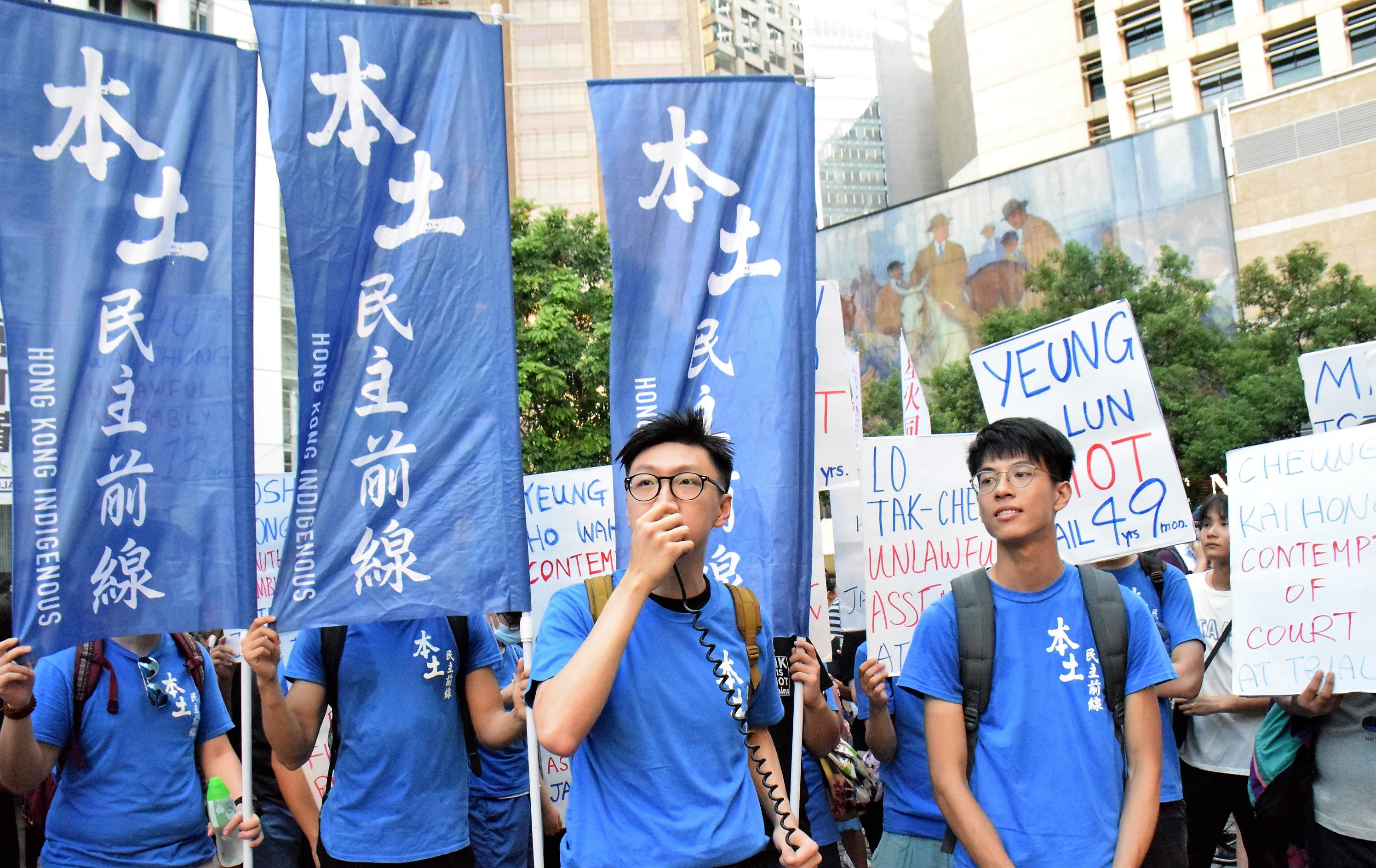
2017年8月，梁天琦、黃台仰（右）等本土民主前線成員參與遊行，聲援被改判監禁的學生領袖。

2016年8月，梁天琦在個人Facebook帳戶上載短片，指稱被私家車跟蹤近1個月，並和黃台仰上前查問對方身分。後來影片遭到Facebook刪除，並因重新上載短片而禁止貼文24個小時。8月15日，由於被《大公報》調查記者追蹤，梁天琦使用手機拍攝對方，雙方在港鐵太古站發生爭執、互相拉扯。在接受打架報案後，警員前往現場未有發現，並列為糾紛案件。之後該記者向柴灣警署報案指控遭到襲擊，案件經調查便從糾紛改為公眾地點打架，由東區刑事調查隊八隊處理。
在這期間，《大公報》還持續報導梁天琦的背景，並派遣記者前往他在湖北省武漢市的出生地，調查祖屋等成長資料。同年9月，他和黃台仰參加在比利時布魯塞爾舉行的「第7屆聲援西藏組織網絡大會」，與旅居美國的維權律師陳光誠交流。他還曾經在電臺節目表示，等到選舉結果刊載至《香港政府憲報》後，將會提出選舉呈請。到了10月7日，他就選舉資格遭到取消提出選舉呈請。
另一方面，在旺角騷亂結束後，梁天琦被控兩項參與暴動罪和一項煽動暴動罪，轉往香港特別行政區高等法院審理。2017年12月18日，在被指控涉嫌參與暴動等罪名後，本土民主前線發表聲明，宣布發言人梁天琦希望在審訊前數個月陪伴親人，已經辭退黨籍與發言人職務。本土民主前線對此表示可惜，但尊重他的決定。

### 罪成入獄

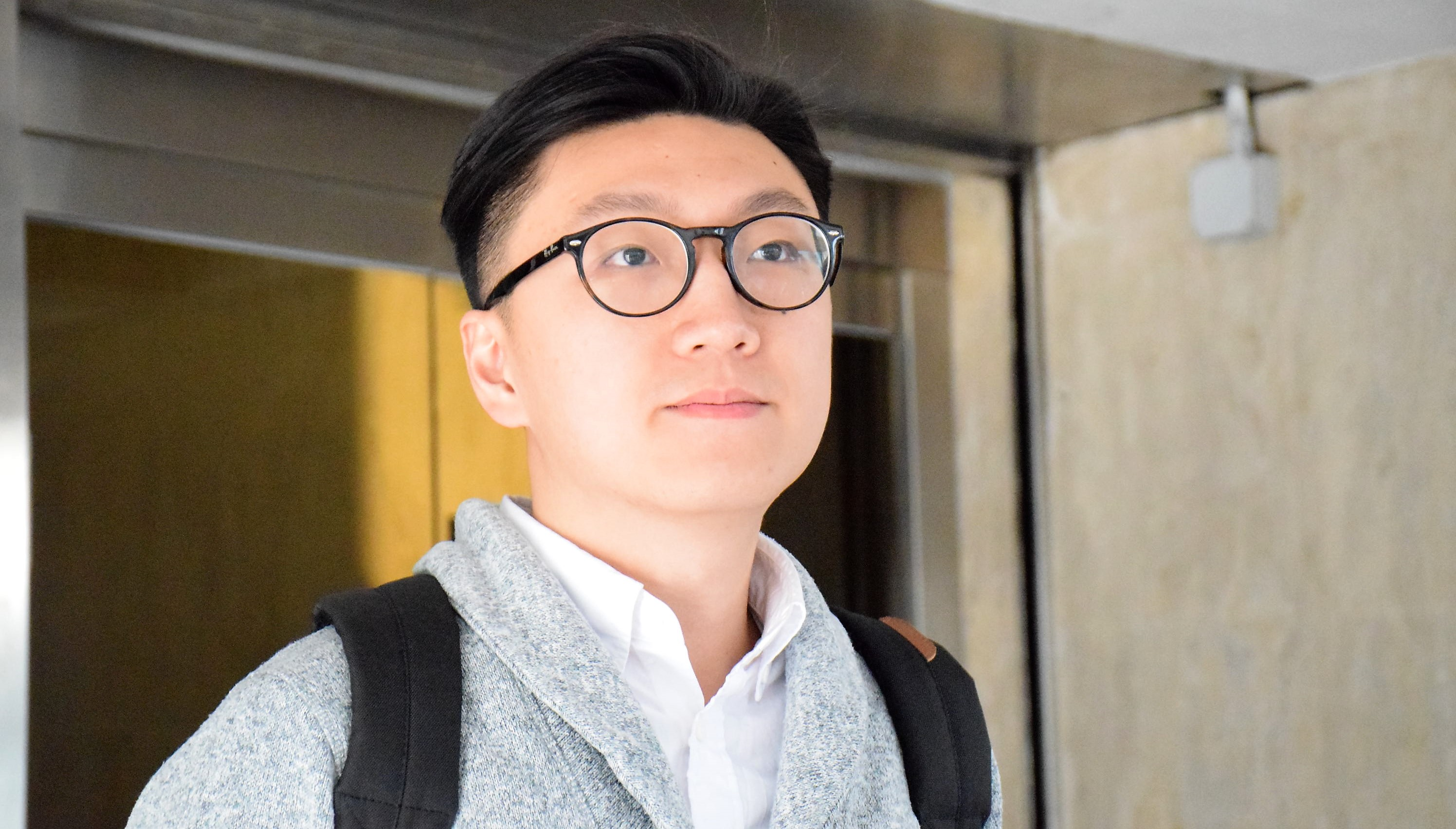
2017年12月，梁天琦前往香港特別行政區高等法院，就第三度閉門預審應訊。

2018年1月18日，梁天琦和其他5名抗議者因為在旺角騷亂中，涉嫌參與暴動罪而出庭，梁天琦與黃台仰還被指控煽惑他人暴動。梁天琦、李諾文、林傲軒與容偉業共同面對一項暴動罪罪名──在2016年2月8日至2月9日期間，在旺角砵蘭街參與暴動。此外，梁天琦還被指控向準備制止手持磚頭人士的警員文錦璣，丟擲白色塑料瓶、腳踢、及以木製卡板打向背部，造成後者左膝、右後背、右膝、左耳等擦傷與觸痛，被判傷2%永久傷殘。
2018年1月22日，在香港特別行政區高等法院接受審訊時，梁天琦承認一項襲警罪，但否認暴動及煽惑暴動等3罪，隨後即時還押。5月18日，9人陪審團在香港特別行政區高等法院一致裁定，梁天琦在亞皆老街參與暴動罪及襲警罪的罪名成立，煽惑暴動罪則不成立。在得知判決後，他則表現平靜。6月11日，他因為在旺角騷亂中犯下暴動罪與襲警罪，被判處6年監禁。法官表明不想向社會釋出「能以暴力追求理念」的錯誤訊息，並指出暴動是集體的暴力行為，而參與暴動者是「咎由自取」。

#### 上訴
在入獄後不久，梁天琦自行在監獄填寫上訴通知書，分別就暴動罪定罪與刑期提出上訴，並申請法律援助。梁原定在2022年1月出獄，在獄中計劃以香港公開大學課程，攻讀第二個學士學位，修讀社會科學科目。2019年3月，陪審團針對在砵蘭街的暴動罪在香港特別行政區高等法院重審，以7比2比數裁定罪名不成立。同時，歐洲、美洲、亞洲11國的國會議員發表連署聲明，認為香港特別行政區政府利用過時的殖民地《公安條例》濫捕、重判抗爭者，企圖消除政治異見，並要求修訂《公安條例》。2019年10月9日，香港特別行政區高等法院審理梁天琦對暴動罪刑期的上訴。梁天琦曾發起眾籌以應付上訴的訴訟費，並於15分鐘內籌得超過45萬。法官押後頒布書面判詞。2020年4月29日，上訴庭判定梁天琦上訴失敗，刑期維持不變。

#### 出獄
由於梁天琦在獄中行為良好，懲教署按法例扣減刑期後，梁天琦於2022年1月19日刑滿出獄。該日零晨約3時已在囚4年的梁天琦離開石壁監獄，由七人車接走。而梁天琦的Facebook專頁也在凌晨零時停止運作，並移除所有內容。

## 立場主張
梁天琦從小在香港接受教育，塑造其價值觀，並對香港有著深厚情感。同時，他還受到法國思想家让-雅克·卢梭的《社會契約論》和陳云根的《香港城邦論》的影響。梁天琦將自己的形象定位為「忠誠於香港」的激進本土派，鼓吹香港本土運動，及公開支持、倡導香港獨立運動。他不認為自己是中國人，宣稱香港有能力獨立，並且獨立也是必然的發展。在2016年旺角騷亂後，他代表本土民主前線提出「以武抗暴」、「光復香港，時代革命」 、「時代革命，世代之爭」等競選口號。
梁天琦最初希望將香港本土運動論述帶入主流的政治議程，指出香港人有權決定自己的前途，而不是否定香港獨立運動。在補選結束後，他認為自己的得票是對香港特別行政區政府的警示，並指出主流並非最大。他表示自己強調香港獨立運動有一個重要原因，是希望進行一場非殖民化運動。他還認為香港已經被「赤化」，即中華人民共和國正在侵蝕香港的價值與制度。但是他否認自己是排外主義，表示只要是願意捍衛香港核心價值、尊重香港文化、及願意融入與維持香港的典章制度者，就能被視為是香港人。與此同時，他還認為本土派需要民意代表出線。
對於本土民主前線的「勇武捍衛」主題，梁天琦認為「勇武」是一種心態、而不是行為，但同意這可能導致市民聯想到使用武力。但是，他贊成以更激進的手法對抗香港特別行政區政府的不公制度，認為能犧牲個人的性命，也提到「沒底線」不代表完全不計較後果。在2015年，他和黃台仰鼓吹示威者採納「黑群」模式來保護同伴。他並未否定旺角騷亂中的投擲石塊與放火行為，且在不能參選香港立法會選舉後，表示革命已經是唯一的方法。他還曾提到為了對抗「邪惡的政府」，不應當受到非暴力的限制，亦需要動用一切手段對抗鎮壓。他預期香港的革命可能需要用上16年的時間，才會成功。
2017年，梁天琦表示決定暫停推動香港獨立。2018年，梁天琦表示希望本土派與泛民主派能夠互相理解彼此分歧和差異，並以此為契機去團結抗爭。
2019年，梁天琦發表公開信支持香港反送中抗爭者，但亦籲抗爭者勿跟政權賭命，亦希望抗爭者不要被仇恨支配自己。

## 影響

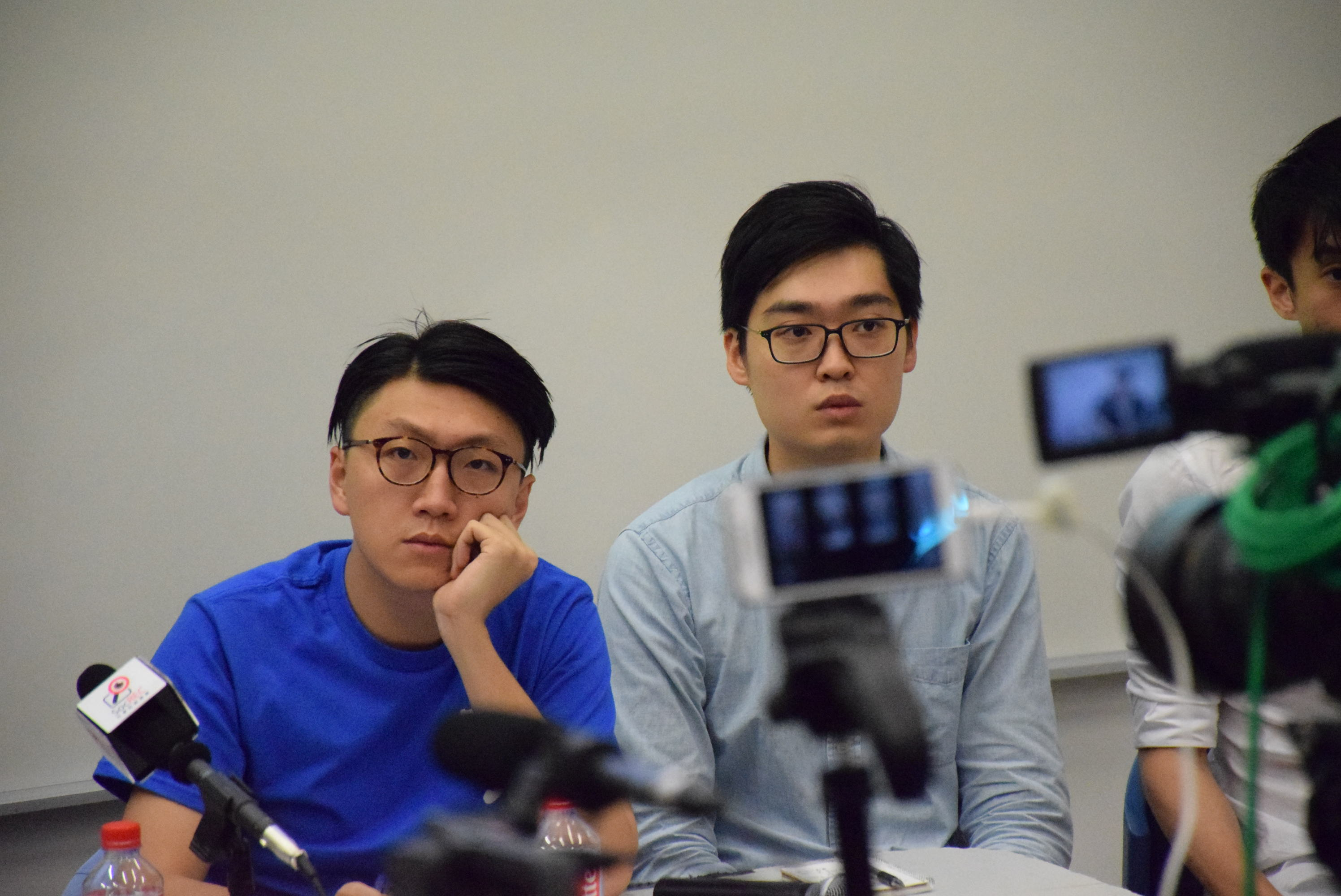
2016年5月，梁天琦與陳浩天（右）參與論壇，討論有關香港獨立運動的問題。

梁天琦是雨傘革命之後的抗爭人士，本土民主前線表示他「成功將本土理念打入香港主流政治舞臺」。在2016年香港立法會新界東地方選區補選中，相對於其他候選人並不同意旺角騷亂的抗議者暴力行為，旺角騷亂對於梁天琦產生激進票源集中的作用，亦提升他的個人知名度。最終，他獲得的支持票數超出許多人的預料，被視為是本土派的興起。該次補選對本土派參選同年9月的立法會選舉亦產生鼓舞作用，並預期將會在香港立法會上取得席次。
在補選過後，梁天琦曾經聲稱本土派已經成為香港政治上的第三勢力，提出本土派、泛民主派和建制派並列的「三分天下」論點。不過他參與香港立法會選舉，也引起輿論的兩極反應。同時，香港特別行政區政府在提名期數天前，突然要求參選人簽署確認書，聲明擁護《中華人民共和國香港特別行政區基本法》、及保證效忠香港特別行政區。最終梁天琦因該措施被取消參選資格。其後，他還因為參與2016年在旺角發生的騷亂，被香港特別行政區高等法院依暴動罪判處6年有期徒刑，但也引發刑期過重的質疑。
《大公報》曾經評論梁天琦的思路清楚、反應快捷、表達和溝通能力強，認為香港特別行政區政府要認真看待補選的結果。相對地，前香港特別行政區行政長官梁振英批評梁天琦的作為，香港立法會議員何君堯則認為有理想不代表有「免死金牌」。由於並非香港出生，他也曾被指控是假扮本土派。而在2017年，香港導演林子穎製作的紀錄片《地厚天高》，則以梁天琦的經歷為主題，不過在主流商業戲院並未放映。
2019年11月，梁天琦被美國時代雜誌選為「下世代百大代表人物」，全球改變未來的100位新星之一。《時代》指雖然梁天琦因為2016年旺角魚蛋革命被判入獄，但參與反對逃犯條例修訂草案運動的示威者視他為精神領袖。「光復香港，時代革命」的口號在反對逃犯條例修訂草案運動中被示威者廣泛使用和《地厚天高》被視為抗爭者必看的政治記錄片。
與梁天琦同為香港大學校友的港澳富商何鴻燊於2020年5月26日去世，港大於當日在Facebook專頁發文悼念何鴻燊，並上載多幅何鴻燊生前與港大師生的合照，但港大被發現將梁天琦從照片中裁走。被刪剪的照片是一張攝於2014年2月18日利瑪竇宿舍85周年慶典的何鴻燊與眾師生大合照，原本坐著輪椅的何鴻燊是位於照片的正中央，而梁天琦就在何鴻燊的右前方，不過港大發放的照片卻將梁天琦與多名學生一併裁走，港大的做法被指是為了「政治正確」，不讓當時是港大學生的梁天琦在照片中出現，而進行自我審查及記錄抹煞。雖然港大回應稱是要突出照片的主角，但何鴻燊卻因此而被裁去下半身，也不在照片原構圖的正中央，網民在港大專頁留言要求校方道歉並交代事件，港大校方於兩小時後，上載包括梁天琦在內的原圖取代經裁切的照片。

## 外部連結
- （繁體中文） 梁天琦 Edward Leung的Facebook專頁（已關閉）
- （繁體中文） 本土民主前線的Facebook專頁